# 蓮生郁代
蓮生 郁代（はすお いくよ）は、日本の国際政治学者。専門は国際機構論。大阪大学大学院国際公共政策研究科教授。

## 人物
一橋大学法学部卒業、1988年フレッチャー法律外交大学院修士課程修了。2007年一橋大学大学院法学研究科博士課程修了、博士（法学）。 
1986年日本興業銀行（現みずほ銀行）入行。1993年国際連合教育科学文化機関職員。コロンビア大学国際機構研究所客員研究員を経て、2007年国連大学東京本部コンサルタント、大阪大学大学院国際公共政策研究科客員准教授。2008年大阪大学大学院国際公共政策研究科准教授。2011年パリ政治学院客員教授。2014年大阪市特別参与、大阪府特別参与。 
2015年から大阪大学大学院国際公共政策研究科教授。。2017年国立大学法人大阪大学副理事、文部科学省日本ユネスコ国内委員会委員。 

## 著作

### 著書
- 『国連行政とアカウンタビリティーの概念』東信堂 2012年
- 『グローバル・ガバナンス学Ⅱ　主体・地域・新領域』（共著）法律文化社 2018年

### 論文
- 「国連安保理改革とアカウンタビリティーの概念の歴史的変容―プラグマティックな多元的統制メカニズムの構築へ―」『国際政治』185号、2016年、126-140頁